# Gianfranco Matteoli
Gianfranco Matteoli (* 21. April 1959 in Ovodda, Sardinien) ist ein ehemaliger italienischer Fußballspieler und heutiger Fußballfunktionär, der seit 1999 für die Jugend von Cagliari Calcio zuständig ist.
Gianfranco Matteoli war Mittelfeldspieler und hauptsächlich als Spielmacher tätig.

## Karriere als Spieler

### Verein
Im Verein spielte Matteoli unter anderem für Sampdoria Genua, Inter Mailand und Cagliari Calcio.

### Nationalmannschaft
Matteoli absolvierte von 1986 bis 1987 sechs Länderspiele für Italien.

## Karriere als Trainer
Als Trainer war Matteoli im Jahr 2000 bei Cagliari Calcio angestellt.

## Erfolge
- U-21-Vize-Europameister: 1986
- Italienischer Meister 1988/89 mit Inter Mailand
- Italienischer Supercupsieger 1989 mit Inter Mailand

## Sonstiges
Am 27. November 1988, im Ligaspiel von Inter Mailand gegen die AC Cesena, erzielte Matteoli 9,9 Sekunden nach dem Anpfiff den damals schnellsten Treffer der Geschichte der Serie A. Dieser Rekord hielt fünf Jahre bis Marco Branca ihn als schnellsten Torschützen ablöste.